# Kalliosaari (ö i Kajanaland, Kehys-Kainuu, lat 64,81, long 29,54)
Kalliosaari är en ö i Finland. Den ligger i sjön Iso Parvajärvi och i kommunen Suomussalmi i den ekonomiska regionen  Kehys-Kainuu  och landskapet Kajanaland, i den centrala delen av landet, 600 km norr om huvudstaden Helsingfors. Öns area är 0,7 hektar och dess största längd är 150 meter i öst-västlig riktning.